# 小行星1610
小行星1610（1610 Mirnaya）是一颗围绕太阳公转的小行星。1928年9月11日，佩拉格婭·沙因在克里米亚发现了此天体。
該小行星以和平的俄語命名。
这颗小行星的绝对星等为14.72449253955132等。